# Samuel Goldwyn
Samuel Goldwyn (rojen kot Szmuel Gelbfisz; jidiš: שמואל געלבפֿיש), poljsko-ameriški filmski producent judovskega rodu, * 17. avgust 1879, Varšava, Ruski imperij (zdaj Poljska), † 31. januar 1974, Los Angeles, Kalifornija, Združene države Amerike.
Znan je bil kot eden najpomembnejših hollywoodskih producentov svojega časa in ustanovitelj ter vodja več filmskih studiev.

## Življenjepis
O njegovem zgodnjem življenju ni veliko znanega. Rodil se je v siromašni judovski družini v Varšavi in pri mladih letih osirotel, zato je prek Londona emigriral v ZDA, kjer se je zaposlil v tovarni rokavic. Urad za priseljence mu je nadel ime Samuel Goldfish kot najbližjo amerikanizirano ustreznico njegovega rojstnega imena. Kmalu se je izkazal kot ambiciozen in nadarjen za posel, zato je že pri sedemnajstih vodil oddelek s 100 zaposlenimi, nato pa je postal najuspešnejši trgovski potnik v svoji branži in v petih letih tudi družabnik v svojem podjetju.
Leta 1910 se je poročil z Blanche Lasky, katere brat je bil vodvilski producent, ki je poskušal prodreti v takrat novi filmski industriji. Goldfisha je prepričal, da sta ustanovila podjetje Jesse Lasky Feature Play Company. Ta se je kmalu navdušil nad filmom in je prevzel večino dela v podjetju. Njihov prvi film, The Squaw Man, ki ga je režiral Cecil B. DeMille, je postavil mejnik kot eden prvih hollywoodskih celovečercev (večina takratnih filmov je bila dolgih okrog 20 minut) in požel velik uspeh. Kasneje se je podjetje združilo s podjetjem Famous Players Company z Goldfishem kot predsednikom uprave, a je ta zaradi sporov z ostalimi družabniki kmalu prodal svoj delež in odšel.
Leta 1917 je z broadwayskima producentoma Edgarjem in Archibaldom Selwynom ustanovil novo podjetje Goldwyn Pictures Corporation, čigar ime je bilo sestavljeno iz obeh priimkov. To ime mu je postalo všeč, zato se je uradno preimenoval v Samuela Goldwyna. Podjetje je kmalu zašlo v finančne težave in je bilo pripojeno v podjetje Metro-Goldwyn-Mayer, iz katerega se je nato Goldwyn umaknil.
Po tistem je deloval kot samostojni producent. Sprva je bil del kooperative United Artists, po sporu leta 1940 pa je njegove filme distribuiralo podjetje RKO Pictures. Slovel je po kakovostnih filmih, saj je najemal najboljše scenariste, režiserje in igralce, katere je znal izbirati. Njegov temperament in težnja po nadzoru tudi najmanjših podrobnosti sta sodelavce pogosto spravljala v bes, a tudi prinašala rezultate. Predvsem režiser William Wyler je bil zaslužen za nekaj njegovih največjih uspešnic, med njimi Viharni vrh (1939) in Najboljša leta našega življenja (1946). Po številnih nominacijah je slednji podjetju končno prinesel oskarja za najboljši film. Goldwyn je odkril tudi več kasnejših igralskih zvezd, kot so Tallulah Bankhead, Robert Montgomery in Gary Cooper. Na podelitvi leta 1947 mu je Ameriška filmska akademija podelila spominsko nagrado Irvinga Thalberga za prispevek filmski industriji.
Aktivno je ustvarjal do 1950. let, ko se je delno upokojil. Leta 1959, v starosti 78 let, je produciral svoj zadnji film, Porgy and Bess. Po tistem je studio oddajal neodvisnim producentom.